# Franz Hochstein
Franz Hochstein (* 19. Oktober 1928 in Lütringhausen; † 10. Oktober 2022) war ein römisch-katholischer Geistlicher und Ehrendomherr im Erzbistum Paderborn.

## Leben
Nach seinem Studium empfing er 1967 in Paderborn die Priesterweihe. Zunächst in Paderborn-Elsen wirkend (Oktober 1967 bis Januar 1968) wurde er 1970 zum Domvikar in Paderborn berufen (bis 2008). Von 1972 bis 1993 war er zusätzlich Diözesanfrauenseelsorger und Präses der Katholischen Frauengemeinschaft Deutschlands im Erzbistum Paderborn. Von 1993 bis 1999 war er Diözesansekretär des Bonifatiuswerks im Erzbistum Paderborn. Weiterhin war er von 1979 bis 2005 Paderborner Beauftragter für den Öffentlich-rechtlichen Rundfunk. Zahlreiche Gottesdienstübertragungen und Wortbeiträge wurden unter seiner Verantwortung gesendet. Papst Paul VI. ernannte ihn zum päpstlichen Ehrenkaplan, Papst Johannes Paul II. zum päpstlichen Ehrenprälaten. Im Offizialat des Bistums fungiert er von 2002 bis 2018 als Offizialsnotar. 2008 wurde er nach 38 Jahren Dienst als Domvikar verabschiedet. Anschließend war er als Krankenhausseelsorger im St. Johannesstift tätig. Er verstarb am 10. Oktober 2022 im Alter von 93 Jahren.

## Ehrungen
- Päpstlicher Ehrenkaplan (Monsignore) (1978)
- Päpstlicher Ehrenprälat (1986)
- Ehrendomherr (2013)

## Werke
- Wohin die Sehnsucht trägt. Bonifatius, Paderborn 1987, ISBN 3-87088-527-0.
- Ehrfurcht und Zärtlichkeit. Bonifatius, Paderborn 1992, ISBN 3-87088-742-7.